# Liste der Bodendenkmäler in Hallstadt
Auf dieser Seite sind die Bodendenkmäler in der oberfränkischen Stadt Hallstadt zusammengestellt. Diese Tabelle ist eine Teilliste der Liste der Bodendenkmäler in Bayern. Grundlage ist die Bayerische Denkmalliste, die auf Basis des Bayerischen Denkmalschutzgesetzes vom 1. Oktober 1973 erstmals erstellt wurde und seither durch das Bayerische Landesamt für Denkmalpflege geführt wird. Die folgenden Angaben ersetzen nicht die rechtsverbindliche Auskunft der Denkmalschutzbehörde.

## Bodendenkmäler in Hallstadt
| Lage       | Objekt                                                                                                | Akten-Nr.     | Bild |
| ---------- | --- | ------------- | ---- |
| (Standort) | Siedlung des Neolithikums und Dorfwüstung „Leubendorf“ des frühen, hohen und späten Mittelalters      | D-4-6031-0056 |      |
| (Standort) | Höhensiedlung des Neolithikums, der späten Hallstatt- und frühen Latènezeit                           | D-4-6031-0063 |      |
| (Standort) | Freilandstation des Paläolithikums und des Mesolithikums.                                             | D-4-6031-0065 |      |
| (Standort) | Freilandstation des Paläolithikums und des Mesolithikums, Siedlung der Linearbandkeramik              | D-4-6031-0068 |      |
| (Standort) | Grabhügel vorgeschichtlicher Zeitstellung.                                                            | D-4-6031-0075 |      |
| (Standort) | Siedlung der Urnenfelderzeit.                                                                         | D-4-6031-0080 |      |
| (Standort) | Siedlung der römischen Kaiserzeit.                                                                    | D-4-6031-0087 |      |
| (Standort) | Siedlung der römischen Kaiserzeit.                                                                    | D-4-6031-0090 |      |
| (Standort) | Brandgräber der Urnenfelderzeit und Siedlung der römischen Kaiserzeit.                                | D-4-6031-0091 |      |
| (Standort) | Freilandstation des Mesolithikums und Siedlung der Urnenfelderzeit.                                   | D-4-6031-0093 |      |
| (Standort) | Freilandstation des Mesolithikums sowie Siedlung des Neolithikums.                                    | D-4-6031-0097 |      |
| (Standort) | Siedlung der Urnenfelderzeit und der frühen Latènezeit.                                               | D-4-6031-0100 |      |
| (Standort) | Siedlung der frühen Latènezeit und der römischen Kaiserzeit sowie Siedlung vermutlich des             | D-4-6031-0101 |      |
| (Standort) | Freilandstation des Mesolithikums und Siedlung der Urnenfelderzeit, der Hallstattzeit                 | D-4-6031-0102 |      |
| (Standort) | Siedlung des Endneolithikums, der Urnenfelderzeit, der frühen Latènezeit                              | D-4-6031-0103 |      |
| (Standort) | Siedlung vorgeschichtlicher Zeitstellung.                                                             | D-4-6031-0104 |      |
| (Standort) | Siedlung der Urnenfelderzeit, der Hallstattzeit, der römischen Kaiserzeit und des frühen Mittelalters | D-4-6031-0105 |      |
| (Standort) | Siedlung vor- und frühgeschichtlicher Zeitstellung.                                                   | D-4-6031-0147 |      |
| (Standort) | Freilandstation des Mesolithikums sowie Siedlung des Neolithikums.                                    | D-4-6031-0163 |      |
| (Standort) | Siedlung der vorgeschichtlichen Metallzeiten.                                                         | D-4-6031-0164 |      |
| (Standort) | Vorgängerbauten und untertägige Teile der Kath. Pfarrkirche St. Kilian                                | D-4-6031-0173 |      |
| (Standort) | Freilandstation des Mesolithikums sowie Siedlung der Urnenfelderzeit                                  | D-4-6031-0196 |      |
| (Standort) | Siedlung der späten Latènezeit.                                                                       | D-4-6031-0198 |      |
| (Standort) | Freilandstation des Spätpaläolithikums und des Mesolithikums sowie Siedlung                           | D-4-6031-0210 |      |
| (Standort) | Siedlung der römischen Kaiserzeit.                                                                    | D-4-6031-0212 |      |
| (Standort) | Archäologische Befunde                                                                                | D-4-6031-0223 |      |
| (Standort) | Spätmittelalterliche und frühneuzeitliche Vorgängerbauten sowie untertägige Teile                     | D-4-6031-0224 |      |
| (Standort) | Siedlung der Eisenzeit.                                                                               | D-4-6031-0226 |      |
| (Standort) | Siedlung des Neolithikums.                                                                            | D-4-6031-0227 |      |
| (Standort) | Untertägige Teile des frühneuzeitlichen Mainschlößchens von Hallstadt sowie Befunde                   | D-4-6031-0229 |      |
| (Standort) | Untertägige Teile des frühneuzeitlichen ehem. Siechhauses von Hallstadt sowie Befunde                 | D-4-6031-0230 |      |
| (Standort) | Archäologische Befunde                                                                                | D-4-6031-0263 |      |
| (Standort) | Siedlung des Endneolithikums und der frühen Bronzezeit.                                               | D-4-6031-0269 |      |
| (Standort) | Siedlung vor- und frühgeschichtlicher Zeitstellung.                                                   | D-4-6031-0271 |      |
| (Standort) | Siedlung vor- und frühgeschichtlicher Zeitstellung.                                                   | D-4-6031-0272 |      |